# HAL バンガロール空港
HAL バンガロール空港（HAL バンガロールくうこう、英語:HAL Bangalore Airport ）は、インドのカルナータカ州ベンガルール（バンガロール）にある空港。
運営母体のヒンドスタン航空機（Hindustan Aeronautics Limited, HAL）の頭文字がつけられている。
かつてはバンガロール国際空港(Bangalore International Airport)として機能しており、2006年の年間乗降客数は750万人とされ、一日平均300回の発着数があった。旅客や貨物のための空港機能と、軍やHAL社の軍用機試験のための空港という機能が共存していたため、民間機の発着数を増やすのに限界があり、長年HAL社と州政府の間で論争が続いていた。
結局1990年代に民間専用の新空港を作ることになり、2008年5月に新空港ベンガルール国際空港（その後2013年12月14日にケンペゴウダ国際空港と改名された）が開業したのに伴い、HAL バンガロール空港はHAL社とインド空軍の専用空港として使われている。